# 翡翠亚科
翡翠亚科（学名：Halcyoninae）是翠鸟科中最大的亚科，不同的学者将它分8至12个属、56至61个种。翡翠亚科的鸟是比较普遍的，虽然如此，如上所述，在分类学中对它的分类的争议还是很大的。
翡翠亚科可能是在印度尼西亚和马来群岛上演化出来的，随后逐渐传播到全世界。在亚洲和澳大利亚翡翠亚科的鸟最常见，在非洲和太平洋和印度洋的岛屿上也有出现。